# Marvin Bartley
Marvin Clement Bartley (Reading, 4 luglio 1986) è un allenatore di calcio ed ex calciatore inglese, di ruolo centrocampista, tecnico del Queen of the South.

## Carriera
Il 1º luglio 2019 viene acquistato a titolo definitivo dalla squadra scozzese del Livingston.

## Palmarès

### Giocatore

#### Competizioni nazionali
- Coppa di Scozia: 1

Hibernian: 2015-2016
- Scottish Championship: 1

Hibernian: 2016-2017